# Ronde van Limburg (Belgien)

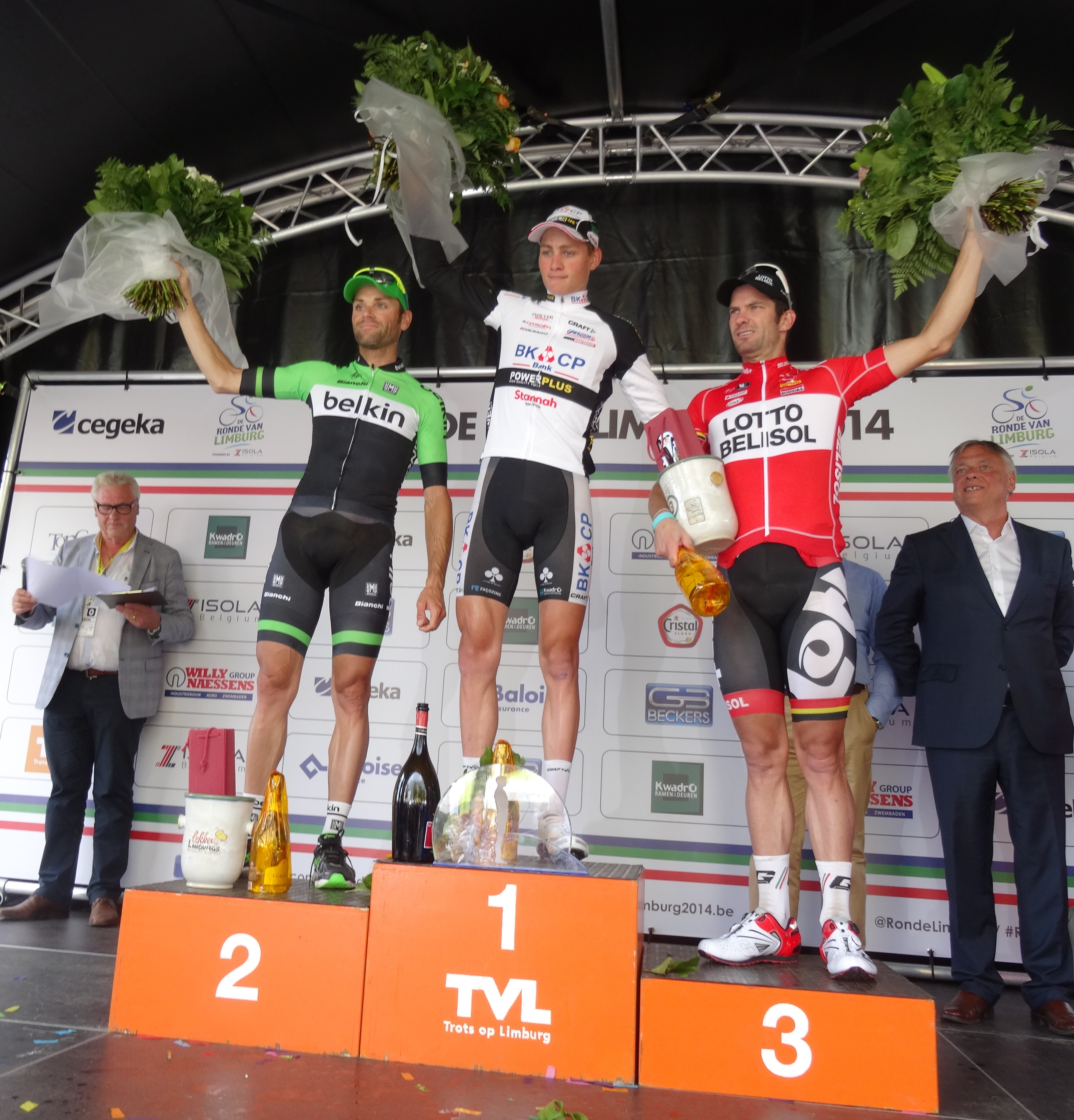
Das Siegerpodest 2014 (v. l. n. r.): Paul Martens, Mathieu van der Poel, Greg Henderson

Die Ronde van Limburg (Runde von Limburg) ist ein Eintagesrennen, das jährlich am Himmelfahrtstag in der belgischen Provinz Limburg ausgetragen wird. Das Rennen hat die UCI-Kategorie 1.1. Zum Jahr 2025 koordinierte der Eigentümer Flandern Classics sein Frühjahr neu und wählte den Mittwoch vor dem neu erworbenen Amstel Gold Race – den bisherigen Termin des Pfeil von Brabant – als neues Austragungsdatum.
Das Rennen fand 1919 erstmals statt, anschließend erst 1933 zum zweiten Mal. Die Strecke befand sich in Sint-Truiden. Von 1995 bis 2011 konnte das Rennen aus finanziellen Gründen nicht ausgetragen werden, bis es 2012 wiederbelebt wurde. Seitdem ist Tongern der Start- und Zielort. In einigen Jahren wurde das Rennen auch parallel für Amateure ausgetragen.

## Palmarés
| Jahr                        | Sieger                 | Zweiter                | Dritter                |          |
| --------------------------- | ---------------------- | ---------------------- | ---------------------- | -------- |
| 1919                        | Henri Moerenhout       | Louis Budts            | Edmond van Heyneghem   |          |
| 1920-1932 nicht ausgetragen |                        |                        |                        |          |
| 1933                        | Frans Bonduel          | Alfons Deloor          | Maurice Croon          |          |
| 1934                        | Louis Roels            | Odiel Van Eenoghe      | Gustaaf Van Slembrouck |          |
| 1935                        | Frans Van Hassel       | Joseph Huts            | Auguste Van Tricht     |          |
| 1936                        | Michel D'Hooghe        | Marcel Van Schil       | Ernest Planckaert      |          |
| 1937                        | Alfons Schepers        | Joseph Huts            | Mathieu Cardynaels     |          |
| 1938                        | Joseph Huts            | Edward Vissers         | Frans Gahy             |          |
| 1939                        | Frans Spiessens        | Albert 't Jolyn        | Georges Claes          |          |
| 1940 nicht ausgetragen      |                        |                        |                        |          |
| 1941                        | Albert Dubuisson       | Achiel Buysse          | Georges Claes          |          |
| 1942                        | Gustaaf Van Overloop   | Achiel Buysse          | Eugeen Jacobs          |          |
| 1943                        | Marcel Kint            | Achiel Buysse          | André Declerck         |          |
| 1944                        | Ernest Sterckx         | Sylvain Grysolle       | Edward Van Dijck       |          |
| 1945                        | Eloi Meulenberg        | Leopold Verschueren    | Edward Van Dijck       |          |
| 1946                        | Edward Van Dijck       | Roger Cnockaert        | Edward Peeters         |          |
| 1947                        | Georges Claes          | Maurice Mollin         | Emile Goutier          |          |
| 1948                        | Karel Leysen           | Constant Verschueren   | Leopold Verschueren    |          |
| 1949                        | Rik Van Steenbergen    | Gerard Buyl            | Frans Leenen           |          |
| 1950                        | Jean Bogaerts          | Edward Peeters         | Jacques Dupont         |          |
| 1951                        | Henri Serin            | Lode Anthonis          | Joseph Verhaert        |          |
| 1952                        | Roger De Corte         | Karel De Baere         | Ernest Sterckx         |          |
| 1953                        | Gaston de Wachter      | Frans Loyaerts         | Jozef De Feyter        |          |
| 1954                        | Edward Peeters         | Ludo van der Elst      | Jan Storms             |          |
| 1955                        | Ernest Sterckx         | Charles Vandormael     | Désiré Keteleer        |          |
| 1956                        | Frans Schoubben        | Charles Vandormael     | Jan Van Gompel         |          |
| 1957                        | Willy Vannitsen        | Emile Severeyns        | Jan Huyskens           |          |
| 1958                        | Roger Baens            | Jean Vermaelen         | Guillaume Hendriks     |          |
| 1959                        | Valère Paulissen       | Gérard Vergoosen       | Piet van den Brekel    |          |
| 1960                        | Willy Vannitsen        | Frans Aerenhouts       | Georges Mortiers       |          |
| 1961                        | Martin Van Geneugden   | Willy Schroeders       | Raymond Impanis        |          |
| 1962                        | Peter Post             | Joseph Wouters         | Jozef Verachtert       |          |
| 1963                        | Joseph Wouters         | Jo de Haan             | Ludo Janssens          |          |
| 1964                        | Jos de Wit             | Jozef Verachtert       | Lode Troonbeeckx       |          |
| 1965                        | Georges Van Coningsloo | Rein de Jongh          | Roger De Coninck       |          |
| 1966                        | Fernand Deferm         | Georges Van Coningsloo | Jean-Baptiste Claes    |          |
| 1967                        | Edward Sels            | Theo Mertens           | Fernand Deferm         |          |
| 1968                        | Leo Duyndam            | Patrick Sercu          | Alfons De Bal          |          |
| 1969                        | Willy Vekemans         | Jos van der Vleuten    | Valère Van Sweevelt    |          |
| 1970                        | Jan van Katwijk        | Georges Van Coningsloo | Raf Hooyberghs         |          |
| 1971 nicht ausgetragen      |                        |                        |                        |          |
| 1972                        | Jozef Abelshausen      | Frans Verbeeck         | Raf Hooyberghs         |          |
| 1973                        | Jozef Abelshausen      | Frans Verhaegen        | Jean-Pierre Berckmans  |          |
| 1974                        | Frans Verbeeck         | Roger De Vlaeminck     | Bernard Bourguignon    |          |
| 1975                        | Guido Van Sweevelt     | Cees Priem             | Walter Godefroot       |          |
| 1976                        | Frans Van Looy         | Benny Schepmans        | Willem Peeters         |          |
| 1977                        | Marcel Laurens         | Rik Van Linden         | Benny Schepmans        |          |
| 1978                        | Willem Peeters         | Emiel Gysemans         | Rudy Pevenage          |          |
| 1979                        | Guido Van Sweevelt     | Gerrie Knetemann       | Dirk Heirweg           |          |
| 1980                        | Daniel Willems         | Paul Wellens           | Jos Jacobs             |          |
| 1981                        | Ludwig Wijnants        | Heddie Nieuwdorp       | Leo van Vliet          |          |
| 1982                        | Werner Devos           | Jan Bogaert            | Alfons De Wolf         |          |
| 1983                        | Rudy Matthijs          | Henk Lubberding        | William Tackaert       |          |
| 1984                        | Noël Dejonckheere      | Leo van Vliet          | Benny Van Brabant      |          |
| 1985                        | Eric Vanderaerden      | Ron Snijders           | Jan Bogaert            |          |
| 1986                        | Ad Wijnands            | Peter Hoondert         | Frank Van De Vijver    |          |
| 1987                        | Wim Arras              | Jean-Paul van Poppel   | Willy Engelbrecht      |          |
| 1988                        | Eric Vanderaerden      | Peter Pieters          | Willem Van Eynde       |          |
| 1989                        | Jerry Cooman           | John Vos               | Eric Vanderaerden      |          |
| 1990                        | Eddy Planckaert        | Benny Van Brabant      | Uwe Raab               |          |
| 1991 nicht ausgetragen      |                        |                        |                        |          |
| 1992                        | Jans Koerts            | Jo Planckaert          | Benny Van Brabant      |          |
| 1993                        | Patrick Van Roosbroeck | Hendrik Redant         | Danny Nelissen         |          |
| 1994                        | Marc Wauters           | Stéphane Hennebert     | Frank Corvers          |          |
| 1995-2011 nicht ausgetragen |                        |                        |                        |          |
| 2012                        | Kevin Claeys           | Rick Zabel             | Klaas Vantornout       |          |
| 2013                        | Olivier Chevalier      | Kevin Claeys           | Huub Duyn              |          |
| 2014                        | Mathieu van der Poel   | Paul Martens           | Greg Henderson         |          |
| 2015                        | Bjorn Leukemans        | Dimitri Claeys         | Wouter Mol             |          |
| 2016                        | Kenny Dehaes           | Tom Boonen             | Timothy Dupont         |          |
| 2017                        | Wout van Aert          | Dorian Godon           | Gianni Vermeersch      |          |
| 2018                        | Mathieu van der Poel   | Nacer Bouhanni         | Tim Merlier            |          |
| 2019                        | Eduard-Michael Grosu   | Simone Consonni        | Lasse Norman Leth      |          |
| 2020                        | abgesagt               | abgesagt               | abgesagt               | abgesagt |
| 2021                        | Tim Merlier            | Daniel McLay           | John Degenkolb         |          |
| 2022                        | Arnaud De Lie          | Simone Consonni        | Danny van Poppel       |          |
| 2023                        | Gerben Thijssen        | Caleb Ewan             | Stanisław Aniołkowski  |          |
| 2024                        | Dylan Groenewegen      | Maurice Ballerstedt    | Arnaud De Lie          |          |
| 2025                        | Milan Fretin           | Simon Dehairs          | Milan Menten           |          |

### Mehrfache Siege
| Siege | Fahrer               | Nationalität | Jahre       |
| ----- | -------------------- | ------------ | ----------- |
| 2     | Ernest Sterckx       | Belgien      | 1944 + 1955 |
| 2     | Jozef Abelshausen    | Belgien      | 1972 + 1973 |
| 2     | Eric Vanderaerden    | Belgien      | 1985 + 1988 |
| 2     | Mathieu van der Poel | Niederlande  | 2014 + 2018 |